# Kumielsk
Kumielsk (niem. Kumilsko, 1938–1945 Morgen) – wieś w Polsce położona w województwie warmińsko-mazurskim, w powiecie piskim, w gminie Biała Piska.
Do 1954 roku siedziba gminy Kumielsk. W latach 1954–1972 wieś należała i była siedzibą władz gromady Kumielsk. W latach 1975–1998 miejscowość administracyjnie należała do województwa suwalskiego Wieś leży nad jeziorem Kumielskim.
Miejscowość jest siedzibą parafii rzymskokatolickiej, należącej do dekanatu Biała Piska, diecezji ełckiej.

## Historia
W XV i XVI w. miejscowość w dokumentach zapisywana jako Komilsken, Kamieliβken, Kumlsken.
Wieś czynszowa, wspominana w dokumentach już w 1424 r., kiedy to niejaki Cwalina ubiegał się o 100 łanów, które zamierzał obsadzić swoimi 20 krewnymi. Przywilej lokacyjny dla wsi czynszowej wystawiony został w 1428 r. przez komtura Josta Struppergera na prawie chełmińskim, na około 46 łanów (dokument się nie zachował - obszar znany z późniejszych dokumentów), w tym 6 dla sołtysa i prawdopodobnie 4 dla plebana na utrzymanie kościoła. W 1447 były we wsi dwie karczmy. Wieś wzmiankowana także w 1448 r. W 1499 istniał młyn (przywilej wystawiony przez komtura Hieronima von Gebesattela), kiedy to młyn ten kupił Grzegorz Guzaj od braci Sulimów wraz z 2 morgami łąk i ogrodem na prawie magdeburskim. Młyn więc istniał już wcześniej, później wzmiankowany w dokumentach także z lat 1539 i 1561. Z roku 1565 pochodzi nadanie dla Jana Blumsteina i jego syna Kryspina na 2 łany i 2 morgi, ogród i młyn,
Parafia wspominana w dokumentach już w 1475 r., z uposażeniem 4 łanów. W 1570 właścicielem małego majątku w Kumielsku był pastor Jan Blumstein.